# Frankfurter Rabbinerverschwörung
Die Frankfurter Rabbinerverschwörung ist ein (diffamierender) Begriff, mit dem im Nachhinein eine Versammlung jüdischer Vertreter aus verschiedenen Teilen des Heiligen Römischen Reiches im Jahr 1603 bezeichnet worden ist. Bei dem Treffen ging es zum einen um die Klärung verschiedener halachischer Fragen, zum anderen um eine engere jüdische Zusammenarbeit im deutschen Raum. Daraus haben ein abtrünniger Teilnehmer und der Kurfürst von Köln Ernst von Bayern eine Verschwörung gegen die christliche Obrigkeit konstruiert. Die Beschlüsse von Frankfurt am Main konnten vor diesem Hintergrund nicht umgesetzt werden.

## Verlauf und Beschlüsse
Im Rahmen der Frankfurter Herbstmesse von 1603 trafen sich 24 Rabbiner und Vertreter jüdischer Gemeinden. Sie kamen aus dem Süden und Westen Deutschlands. Unter ihnen befanden sich sieben oder acht Rabbiner, die übrigen waren Laienvorsteher. Die Frankfurter jüdische Gemeinde spielte bei dem Plan einer Zusammenarbeit der jüdischen Gemeinden im Reich als wahrscheinliche Initiatorin eine große Rolle. Im Vorfeld fanden teilweise regionale Versammlungen jüdischer Persönlichkeiten statt, um ihre Vertreter für die Frankfurter Versammlung zu bestimmen. In Westfalen etwa fand die entsprechende Versammlung in Kamen statt. Gewählt wurden Menachem und Moises von Hamm. Für letzteren hatten sich auch die Frankfurter Juden eingesetzt.
Als Aufgabe wurde formuliert: „[…] durch Gebot der Gelärten in Teutschlandt ein Einsehens zu haben, was die Gemeinde angehet, damit zu bewahren und zu verhüten, wie es die Zeit erfordert, damit nit unser Volck als ein Schaf ohne Hirten gehe.“ Viele der Beschlüsse knüpften an ähnliche ältere Regelungen an. Danach sollten zur Beilegung innerjüdischer Streitigkeiten ausschließlich Rabbinergerichte in fünf Städten (Frankfurt am Main, Worms, Fulda, Friedberg und Günzburg) entscheiden. Urteile (christlicher) Gerichte sollten bei rein innerjüdischen Fragen nicht anerkannt werden. Dies hieß nicht, dass man die nichtjüdischen Gerichte grundsätzlich ablehnte. Auch wurden verschiedene religionsgesetzliche Beschlüsse getroffen. Dabei ging es etwa um die Überprüfung der Schächter durch die Rabbiner und das Verbot, den Wein von Nichtjuden zu genießen. Milch musste unter ritueller Aufsicht erzeugt werden. Auch das Verhalten jüdischer Frauen beim Kontakt mit Christen wurde geregelt. Gewarnt wurde vor dem Wirtshausbesuch. Durch eine besondere Kleidung sollten die Juden von den Nichtjuden äußerlich unterscheidbar sein. Die Ordination der Rabbiner wurde geklärt. Ein Bann ausländischer Rabbiner über Juden im Reich wurde als ungültig verworfen. Außerdem wurde bestimmt, dass jüdische Bücher nur bei Einverständnis von drei Rabbinern gedruckt werden durften. In wirtschaftlicher Hinsicht verbot die Versammlung, mit schlechten Münzen zu handeln und gestohlene Waren zu beleihen.
Es ging aber auch darum, eine gewisse Einheitlichkeit der Juden über die Grenzen der Territorien hinweg zu bewahren oder zu schaffen. Die Initiative wollte letztlich die reichsunmittelbare Stellung der Juden festigen. Es wurden Abgaben für gemeinsame Zwecke festgelegt. Jeder Jude sollte pro Monat einen Pfennig pro 100 Gulden seines Vermögens abgeben. Auch wurden zentrale Orte für die regionale Judenschaft als Sammelstelle der Abgaben festgelegt, nämlich Frankfurt, Worms, Mainz, Bingen, Hamm, Friedberg, Schnaittach, Wallerstein und Günzburg. Mit den Geldern sollten unter anderem auch die Judenvorsteher besoldet werden, damit sie ihre Funktion als Interessenvertreter besser wahrnehmen konnten. Die Ergebnisse wurden in einem umfangreichen auf Hebräisch abgefassten Schriftstück niedergelegt. Diese Verordnungen sollten am Sabbat in den Synagogen verlesen werden.

## Vorwurf der Verschwörung
Dass die Beschlüsse nicht wirksam geworden sind, lag zunächst an Levi von Bonn (auch Levi Krause, Löb Kraus, Juda bar Chajjim), der selbst Teilnehmer der Versammlung gewesen war. Dieser lag mit verschiedenen jüdischen Gemeinden und Personen seit längerem im Streit. Ein Jahr nach der Versammlung war er Beklagter in einem Prozess in Menden im Herzogtum Westfalen. Um die Kläger zu belasten, gab er dort an, dass in Frankfurt beschlossen worden sei, zukünftig kein Urteil der Obrigkeit mehr anzuerkennen. Schon zu Beginn des Prozesses hatte er sich an den Kurfürsten von Köln Ernst von Bayern gewandt und davon gesprochen, dass es in Frankfurt zu einer unerhörten Verschwörung gegen die christliche Obrigkeit gekommen sei. Die Strategie Levis hatte Erfolg, er wurde freigesprochen und die Kläger mussten Entschädigung zahlen. Seine Gegner wurden inhaftiert.
Kurfürst Ernst von Bayern sah eine Gelegenheit, seine finanzielle Lage zu verbessern. Außerdem wollten er und die anderen Landesherren, die Interesse an einer Territorialisierung der Judenschaft hatten, eine reichseinheitliche Organisation verhindern. Ernst stilisierte die Versammlung zur Gefahr, mit dem eingenommenen Geld könnten die Juden gar Truppen anwerben und sich vom Reich abwenden. Letztlich würden sie die gesamte Christenheit bedrohen. Kaiser Rudolf II. ließ sich überzeugen. Er kritisierte das „unerhörte Judenregiment und Recht“. Er drohte damit, dass die Juden alle Privilegien verlieren könnten, und verbot ihnen bei Leibesstrafe, sich an die Frankfurter Beschlüsse zu halten.
Kaiser Rudolf II. leitete auf die Anschuldigungen hin eine Untersuchung ein. Diese wurde über mehrere Jahre geführt. Dabei wurden zunächst die hebräischen Beschlüsse von mehreren Rabbinern ins Deutsche übersetzt. Als Untersuchungsführer wurden der Kölner und Mainzer Erzbischof eingesetzt. Ernst wurde dabei ein Drittel der jüdischen Strafgelder in Aussicht gestellt. Die des Hochverrats Beschuldigten wurden verhört. Die Erzbischöfe strengten einen Prozess gegen die jüdische Gemeinde in Frankfurt an. Kaiserliche Kommissare klagten die Juden an, sie hätten versucht, die Autorität des Kaisers zu schmälern. Sie seien damit wegen Verschwörung und Majestätsbeleidigung zu verurteilen. Allein schon die Einberufung der Versammlung sei ein Vergehen gegen Kaiser, Reich und Kirche gewesen. Das innerjüdische Gericht, die Sammlung von Geldern und auch die religiösen Beschlüssen wurden als Kompetenzanmaßung angesehen. Die Juden verteidigten sich, indem sie darauf verwiesen, dass solche Versammlungen eine übliche Praxis seien. Der Frankfurter Rat sah kein schuldhaftes Verhalten. Der Kölner Erzbischof hielt an seiner Position fest. Letztlich konnte eine Verschwörung nicht nachgewiesen werden. Aber die Frankfurter jüdische Gemeinde hatte dem Kurfürsten seine großen Auslagen zu erstatten. Die reichsweite Organisation der Juden war gescheitert. Auch später kamen landesweite Versammlungen nicht mehr zu Stande. Ein letztes Rabbinertreffen in Hanau scheiterte 1659.

## Bedeutung
Die Bewertung der Ereignisse von 1603 ist in der Forschung strittig. Arno Herzig vergleicht die Beschlüsse mit der Organisation der Reichsritterschaft. Volker Press interpretierte die Versammlung als letzten Versuch eines großangelegten Zusammenschlusses eines Personenverbandes im Reich. Andere halten dies für eine Überinterpretation und verweisen darauf, dass die Versammlung in einer Tradition früherer Beschlüsse stand und keine politischen Ziele verfolgt habe.